# يونيتي (محرك ألعاب)
يونيتي (بالإنجليزية: Unity) هو محرك ألعاب متعدد المنصات طورته يونيتي تكنولوجيز، وأعلن عنه وصدر في يونيو 2005 في مؤتمر المطورين العالمي التابع لشركة أبل كمحرك ألعاب حصري لنظام التشغيل ماك أو إس إكس. ومنذ ذلك الحين وُسِعَ المحرك تدريجيًا لدعم مجموعة متنوعة من منصات الحاسوب المكتبي والهاتف المحمول والمشغلات والواقع الافتراضي. حُظِيَ بشعبية خاصة في تطوير ألعاب آي أو إس وأندرويد وتستخدم للألعاب مثل بوكيمون غو ومانيومينت فالي وكول أوف ديوتي: موبايل وكاب هيد. استُشهِدَ به ليكون سهل الاستخدام للمطورين المبتدئين وهو شائع في تطوير الألعاب المستقلة.
يمكن استخدام المحرك لإنشاء ألعاب ثلاثية الأبعاد (3دي) وثنائية الأبعاد (2دي)، بالإضافة إلى عمليات محاكاة تفاعلية وتجارب أخرى. اعتُمِدَ المحرك من قبل الصناعات خارج ألعاب الفيديو، مثل الأفلام والسيارات والعمارة والهندسة والبناء والقوات المسلحة الأمريكية.

## ألعاب أنشئت باستخدامه
منذ إطلاق محرك يونيتي في 2005 تم استخدامه في العديد من الألعاب منها :
| الاسم بالعربية                   | الاسم بالإنجليزية                 |
| -------------------------------- | --------------------------------- |
| كاب هيد                          | Cuphead                           |
| هولو نايت                        | Hollow Knight                     |
| فري فاير                         | Free Fire                         |
| صب واي سيرفرس                    | Subway Surfers                    |
| بوكيمون غو                       | Pokémon Go                        |
| أمونغ آس                         | Among Us                          |
| أنغري بيردز                      | Angry Birds                       |
| أوري أند ذا بلايند فورست         | Ori and the Blind Forest          |
| آد ورلد: نيو آن تاستي            | Oddworld: New 'n' Tasty!          |
| كيربال سبيس بروجرام              | Kerbal Space Program              |
| سيتيز: سكاي لاينز                | Cities: Skylines                  |
| لعبة مانيومينت فالي              | Monument Valley                   |
| دريمفول تشابترز: ذا لونغست جورني | Dreamfall Chapters                |
| ذا فورست                         | The Forest                        |
| محاكي الجرّاح                     | Surgeon Simulator                 |
| سليندر                           | Slender                           |
| الهروب من المعبد                 | Temple Run                        |
| يانديري سيميوليتر                | Yandere Simulator                 |
| توتالي أكورايت باتل سيمولاتور    | Totally Accurate Battle Simulator |
| كول أوف ديوتي: موبايل            | Call of Duty: Mobile              |
| الركاز: في أثر ابن بطوطة         | Unearthed: Trail of Ibn Battuta   |
| أبو خشم                          | Abo Khashem                       |

## اضافات و تغيرات المحرك
- تم التخلي عن بعض لغات البرمجة المعتمدة مثل لغة جافا سكريبت ولغة بوو و قد تم إعتماد لغةالبرمجة سي شارب كلغة رسمية لمحرك يونيتي.
- تم استبدال بيئة التطوير MonoDevelop ببيئة التطوير Microsoft Visual Studio
- تم تحسين و تحديث واجهة المحرك
- أصبح محرك يونيتي يدعم البرمجة المرئية
- تم وضع حماية على شيفرات الالعاب على غرار الاصدارات القديمة (كان يمكنك رئية شيفرة أي لعبة باستخدام برامج معينة، حاليا لا يمكن الولوج اليها) .
- أصبح من السهل التعامل مع المدخلات خاصة مع اجهزة الالعاب

1. ↑  وصلة مرجع: https://docs.unity3d.com/2023.2/Documentation/Manual/CSharpCompiler.html. ذكر في مرجع كـ: C# compiler / Roslyn /   C# language version / C# 9.0 / Unsupported features / C# 9.0 / ... / Record support / ....
2. ↑  وصلة مرجع: https://docs.unity3d.com/2023.2/Documentation/Manual/scripting-backends.html. ذكر في مرجع كـ: Unity has two scripting backends: Mono and IL2CPP(Intermediate Language To C++), each of which uses a different compilation technique: / ....
3. ↑  وصلة مرجع: https://docs.unity3d.com/2023.2/Documentation/Manual/Mono.html. ذكر في مرجع كـ: Mono overview / The Mono ... / Unity uses a fork of the open source Mono project. / https://github.com/Unity-Technologies/mono / https://www.mono-project.com/. له ميزة: مونو, .
4. ↑  وصلة مرجع: https://unity3d.com/unity/whats-new/unity-5.0. الوصول: 5 يوليو 2020.
5. ↑  "Unity download archive" (بالإنجليزية). Retrieved 2025-04-29.{{استشهاد ويب}}:  صيانة الاستشهاد: لغة غير مدعومة (link)
6. ↑  Dealessandri, Marie (16 Jan 2020). "What is the best game engine: is Unity right for you?". gamesindustry.biz (بالإنجليزية). غيمر نيتورك. Archived from the original on 2021-08-05. Retrieved 2021-09-19.
7. ↑  "Government & Aerospace". يونيتي (بالإنجليزية). Archived from the original on 2021-09-13. Retrieved 2021-09-19.